# Peter Mitterbauer
Peter Mitterbauer (* 14. November 1942 in Laakirchen, Oberösterreich) ist ein österreichischer Unternehmer. Von 1986 bis 2013 war er Vorstandsvorsitzender der Miba AG und von 1996 bis 2004 Präsident der Industriellenvereinigung.

## Leben
Peter Mitterbauer studierte nach dem Realgymnasium Maschinenbau an der Technischen Universität Wien und Graz, das Studium schloss er 1967 an der TU Wien mit Diplom ab. Anschließend war er für ein Ergänzungsstudium sowie Berufspraktikum in den Vereinigten Staaten. 1969 trat er in das von seinem Vater Franz Mitterbauer 1927 gegründete Unternehmen ein, wo er zunächst die Leitung des Gesamtverkaufs sowie die Leitung mehrerer Beteiligungsunternehmen innehatte. 1973 wurde er in den Vorstand berufen, 1986 wurde er Vorstandsvorsitzender der Miba AG. 2013 übergab er den Vorstandsvorsitz der Miba AG an seinen Sohn Franz-Peter Mitterbauer.
Von 1988 bis 1996 fungierte er als Präsident der Landesgruppe Oberösterreich der Industriellenvereinigung, anschließend in Nachfolge von Heinz Kessler als Präsident der Bundesorganisation. 2004 wurde er von Veit Sorger in dieser Funktion abgelöst. Von 1990 bis 1996 war er außerdem Vizepräsident der Wirtschaftskammer Oberösterreich, von 2001 bis 2004 Vizepräsident des Dachverbandes europäischer Arbeitgeberverbände Union of Industrial and Employers’ Confederation of Europe (UNICE), der späteren Businesseurope. Ab 2006 war er in Nachfolge von Alfred Heinzel Aufsichtsratsvorsitzender der Österreichische Industrieholding AG (ÖIAG), 2014 wurde er in dieser Funktion von Siegfried Wolf abgelöst. Peter Mitterbauer war Aufsichtsratspräsident der Österreichischen Forschungsförderungsgesellschaft (FFG) und Kuratoriumsmitglied des Instituts für Höhere Studien (IHS). Seine Tochter Therese Niss ist ebenfalls in der Miba AG tätig.

## Auszeichnungen (Auswahl)
- 2003: Goldenes Komturkreuz des Ehrenzeichens für Verdienste um das Bundesland Niederösterreich[8]
- 2005: Ehrendoktor der Veterinärmedizinischen Universität Wien[9]
- 2005: Ehrendoktor der Technischen Universität Graz[10]
- 2017: Ehrendoktor der Technischen Universität Wien[2]
- 2018: Goldene Ehrennadel der Wirtschaftskammer Österreich[11]
- 2021: Hermes – Entrepreneur des Jahres[12][13]